# Thomas Graves, 1st Baron Graves

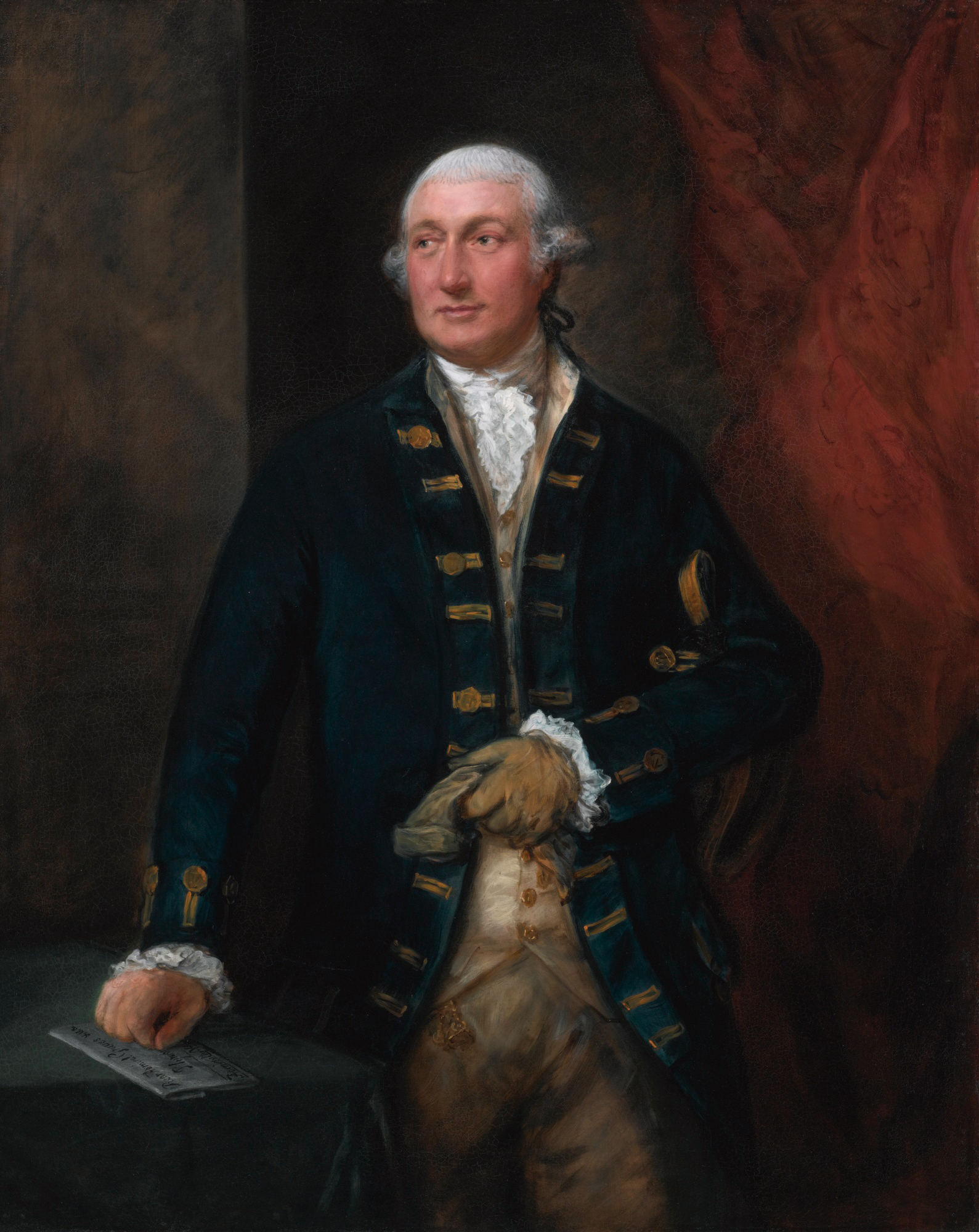
Primer barón Graves por Thomas Gainsborough

El almirante Thomas Graves, primer barón Graves, KB (23 de octubre de 1725-9 de febrero de 1802) fue un oficial británico de la Marina Real y funcionario colonial. Sirvió en la Guerra de los Siete Años y en la Guerra de la Independencia de Estados Unidos. También fue Comodoro-Gobernador de Terranova durante un tiempo.

## Carrera militar
Nacido en Inglaterra en octubre de 1725, Graves era el segundo hijo del contraalmirante Thomas Graves de Thanckes, en Cornwall.
La primera experiencia militar de Graves fue como voluntario de la tripulación del comodoro Henry Medley hacia 1740. Fue ascendido a teniente en 1743 y a capitán en 1755. En el primer año de la Guerra de los Siete Años, Graves no logró enfrentarse a un barco francés que le desafió. Fue juzgado por un consejo de guerra por no enfrentarse a su barco, y amonestado. En 1761, Graves fue nombrado Comodoro-Gobernador de Terranova y se le encomendó la tarea de convoyar la flota pesquera de temporada de Inglaterra a la isla. En 1762 se enteró de que los barcos franceses habían capturado San Juan de Terranova. Graves, el almirante Alexander Colville y el coronel William Amherst retomaron la ciudad portuaria.
Con el fin de la Guerra de los Siete Años, el Labrador pasó a estar bajo su responsabilidad, ya que las flotas pesqueras francesas volvieron a la costa francesa y a San Pedro y Miquelón. Graves hizo cumplir estrictamente los tratados hasta el punto de que el gobierno francés protestó. La gobernación de Graves terminó en 1764. Volvió al servicio activo durante la Guerra de la Independencia de Estados Unidos y se convirtió en comandante en jefe de la Escuadra de América del Norte en 1781, cuando Mariot Arbuthnot regresó a casa.
Durante la Revolución Americana, su flota fue derrotada por el Conde de Grasse en la Batalla de Chesapeake, en la desembocadura de la Bahía de Chesapeake, el 5 de septiembre de 1781, lo que condujo a la rendición de Lord Cornwallis en Yorktown.
En septiembre de 1782, una flota bajo su mando se vio envuelta en una violenta tormenta frente a las costas de Terranova. Los barcos franceses capturados de la batalla de los Saintes Ville de Paris (110 cañones) y HMS Glorieux (74 cañones), y los barcos británicos HMS Ramillies (74 cañones) y Centaur (74 cañones) naufragaron, junto con otros barcos mercantes, con la pérdida de 3.500 vidas. En 1786 Graves fue nombrado comandante en jefe de Plymouth.
En las guerras revolucionarias francesas, Graves fue el segundo al mando del almirante Richard Howe en la victoria británica sobre los franceses en la batalla del Glorioso Primero de junio de 1794. Graves se convirtió en almirante de pleno derecho y se le concedió un título de nobleza irlandesa como barón Graves, de Gravesend en el condado de Londonderry.

## Vida personal
Lord Graves se casó con Elizabeth, hija de William Peere Williams, en 1771. La pareja tuvo un hijo, Thomas, en 1775. Tras varias heridas de guerra, Graves se retiró a su finca de Devon en 1794, y murió en febrero de 1802, a los 76 años.